# Список вуховерток України

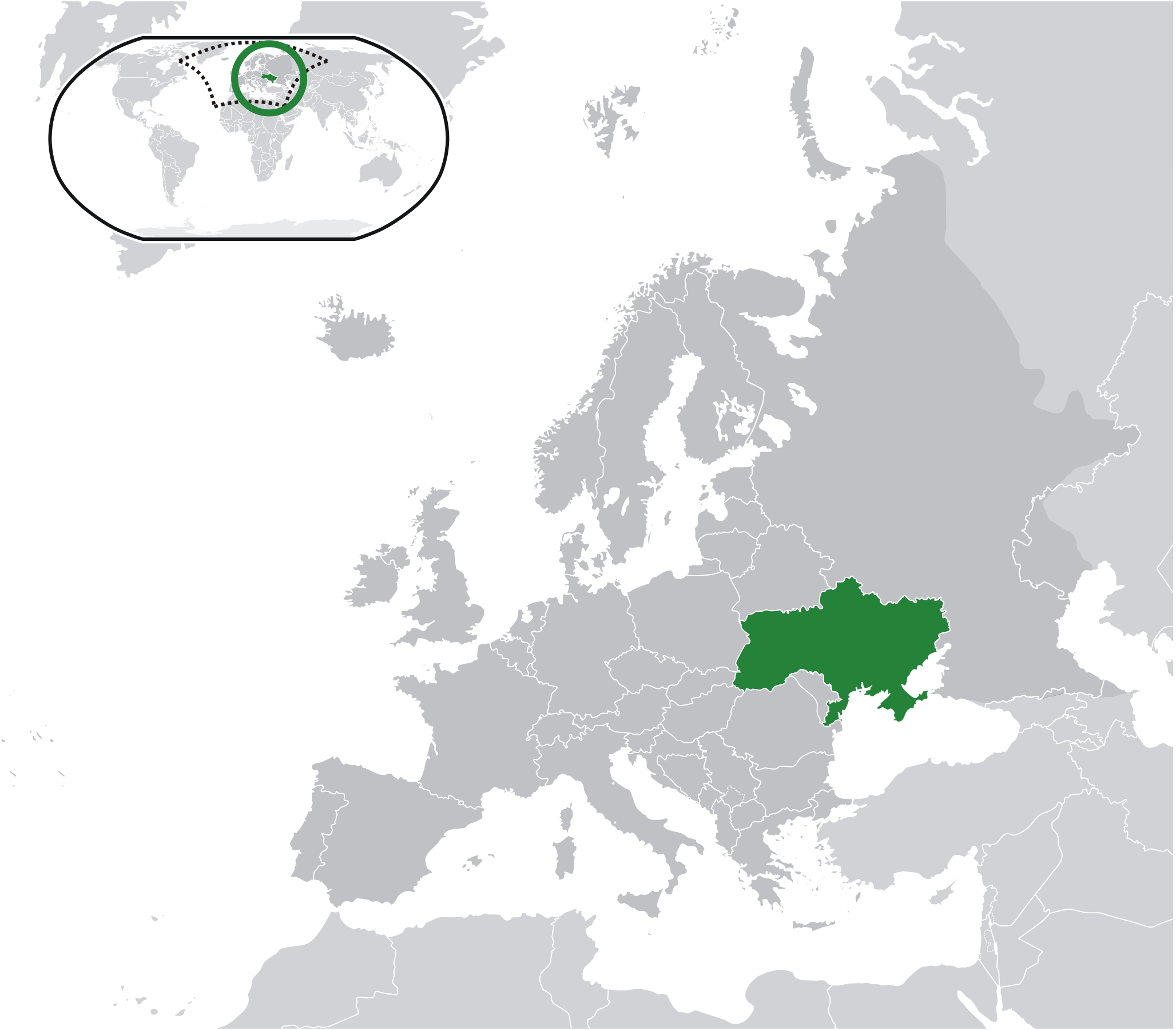
Мапа розташування України

До списку вуховерток України віднесено види вуховерток, що були зареєстровані в Україні. В межах України трапляється 14 видів вуховерток з 4 родин.

## Список

### Родина Anisolabididae
| Назва                  | Автор таксона   | Поширення в Україні                                | Ілюстрація |
| Родина: Anisolabididae |                 |                                                    |            |
| Anisolabis maritima    | (Bonelli, 1832) | Вздовж морського узбережжя Південного берега Криму |            |
| Euborellia annulipes   | (Lucas, 1847)   | Південний берег Криму                              |            |
| Euborellia moesta      | (Géné, 1837)    | Південний берег Криму                              |            |

### Родина Forficulidae
| Назва                                       | Автор таксона               | Поширення в Україні       | Ілюстрація |
| Родина: Forficulidae                        |                             |                           |            |
| Вуховертка двокрапкова, Anechura bipunctata | (Fabricius, 1781)           | Донецький кряж            |            |
| Apterygida media                            | (Hagenbach, 1822)           | Правобережжя              |            |
| Chelidura acanthopygia                      | (Géné, 1832)                | Західна Україна           |            |
| Chelidura transsilvanica                    | Ebner, 1932                 | Поділля                   |            |
| Forficula aetolica                          | Brunner von Wattenwyl, 1882 | Поділля                   |            |
| Вуховертка звичайна, Forficula auricularia  | Linnaeus, 1758              | Повсюдно                  |            |
| Forficula decipiens                         | Géné, 1832                  | Чорноморське узбережжя    |            |
| Forficula smyrnensis                        | Audinet-Serville, 1838      | Південний берег Криму     |            |
| Вуховертка городня, Forficula tomis         | (Kolenati, 1846)            | На всій території України |            |

### Родина Labiduridae
| Назва                                    | Автор таксона  | Поширення в Україні       | Ілюстрація |
| Родина: Прибережні щипавки (Labiduridae) |                |                           |            |
| Вуховертка прибережна, Labidura riparia  | (Pallas, 1773) | На всій території України |            |

### Родина Spongiphoridae
| Назва                        | Автор таксона    | Поширення в Україні       | Ілюстрація |
| Родина: Spongiphoridae       |                  |                           |            |
| Вуховертка мала, Labia minor | (Linnaeus, 1758) | На всій території України |            |